# Myš bodlinatá Hunterova
Myš bodlinatá Hunterova, též bodlinatka Hunterova nebo bodlinatka nilská (Acomys cahirinus cf. hunteri) je poddruh myši bodlinaté, který se přirozeně vyskytuje v severní Africe, zvláště v Egyptě.
Žije v polopouštních skalnatých biotopech a v potravě jí převládají semena a sušší plody.

## Myš bodlinatá Hunterova v českých zoo
Bodlinatka Hunterova je nenáročné zvíře, které je vděčným chovancem zoologických zahrad.
- ZOO Plzeň
- Zoo Praha